# بوب لوغان (لاعب كرة قاعدة)
بوب لوغان (بالإنجليزية: Bob Logan)‏ هو لاعب كرة قاعدة أمريكي، ولد في 10 فبراير 1910 في Thompson, Nebraska ‏ في الولايات المتحدة، وتوفي في 20 مايو 1978 في إنديانابوليس في الولايات المتحدة.

## وصلات خارجية
- بوب لوغان على موقع دوري كرة القاعدة الرئيسي (الإنجليزية)
- بوب لوغان على موقعبيزبول رفرنس.كوم (الدوري الرئيسي) (الإنجليزية)
- بوب لوغان على موقعبيزبول رفرنس.كوم (الدوري الثانوي) (الإنجليزية)